# Тумаково (Красноярский край)
Тумаково — село в Ирбейском районе Красноярского края. Административный центр Тумаковского сельсовета.

## География
Село находится в юго-восточной части края, в лесостепной зоне, на левом берегу реки Чичиган, на расстоянии приблизительно 15 км (по прямой) к северо-востоку от Ирбейского, административного центра района. Абсолютная высота — 330 м над уровнем моря.
Климат
Климат характеризуется как резко континентальный, с продолжительной морозной зимой и коротким тёплым летом. Средняя температура воздуха самого тёплого месяца (июля) составляет 18,3 °C (абсолютный максимум — 38 °C); самого холодного (января) — −21,1 °C (абсолютный минимум — −60 °C). Продолжительность безморозного периода составляет в среднем 90 дней. Среднегодовое количество атмосферных осадков составляет 484 мм, из которых 367 мм выпадает в период с апреля по октябрь. Снежный покров держится в течение 170 дней.

## История
Основано в 1850 году. По данным 1926 года в заимке Тумакова имелось 56 хозяйств и проживало 277 человек (148 мужчин и 129 женщин). В национальном составе населения того периода преобладали русские. В административном отношении входила в состав Хомутовского сельсовета Ирбейского района Канского округа Сибирского края.

## Население
| 2010 |
| ---- |
| 563  |

Половой состав
По данным Всероссийской переписи населения 2010 года, в гендерной структуре населения мужчины составляли 47,2 %, женщины — соответственно 52,8 %.
Национальный состав
Согласно результатам переписи 2002 года, в национальной структуре населения русские составляли 80 % из 735 чел.